# Aron Debretsion
Aron Baranceal Debretsion, né le 19 février 1992 à Asmara, est un coureur cycliste érythréen.

## Palmarès
- 2012
  - 2e du Circuit d'Alger
- 2014
  - 2e du championnat d'Érythrée sur route
  - 3e du Tour du Rwanda
- 2015
  - 4e étape du Tour international de Sétif
- 2018
  - Africa Cup (contre-la-montre par équipes)
  - 2e de l'Africa Cup (contre-la-montre)
  - 3e du championnat d'Érythrée du contre-la-montre

## Classements mondiaux
| Année           | 2012 | 2013 | 2014 | 2015 | 2016 | 2017 | 2018 |
| --------------- | ---- | ---- | ---- | ---- | ---- | ---- | ---- |
| UCI Africa Tour | 46e  | 45e  | 22e  | 97e  | 74e  | 163e | 144e |